# François Gédéon Bailly de Monthion
François Gédéon Bailly, conde de Monthion (Saint-Denis, 27 de enero de 1776-París, 7 de septiembre de 1850) fue un general y político francés.

## Biografía
Ingresó en el regimiento de infantería de línea 74 como subteniente el 24 de febrero de 1793. Sirvió en los ejércitos del Mosela, del Norte, de Occidente, Sambre-et-Meuse, Maguncia e Italia. Allí ganó todos sus grados, hasta el de jefe de escuadrón.
Después de la batalla de Marengo, fue agregado, con este grado, al estado mayor del mariscal Berthier y recibió en Austerlitz el grado de coronel, la cruz de oficial y la del mérito de Baviera. Luego cumplió misiones diplomáticas cerca de las cortes de Baden, Hesse y Württemberg. Recibió la Legión de Honor de Napoleón Bonaparte en 1804. En 1806, y durante las campañas en Prusia y Polonia, ocupó el puesto de ayudante general de división.
Gobernador de Tilsit en 1807, formó parte del ejército francés que al mando del mariscal Joachim Murat invadió España en 1808. Fue encargado por Joachim Murat de que ocupara Aranjuez, donde se encontraba Carlos IV tras haberse visto obligado a abdicar en favor de su hijo Fernando como consecuencia del «motín de Aranjuez». En mayo de ese año fue ascendido a general de brigada y poco después recibió el título de conde del Imperio.
En 1810 inspeccionó las divisiones destinadas al ejército de España. En 1811 comandó una división de infantería de 20 000 hombres. En 1812, se encontraba en Berlín, como jefe de Estado Mayor de la Grande Armée. Tras las batallas de Smolensk, Borodino, Malojaros-Lawitz y el paso del Berezina en las que participó, fue nombrado el 4 de diciembre de 1812 general de división.
En 1814 hizo la campaña de Francia, recibió la cruz de San Luis en la primera Restauración, hizo la campaña de 1815 en Bélgica, como jefe del Estado Mayor, fue herido en Mont-Saint-Jean, y durante la Segunda Restauración, fue empleado en el Cuerpo Real de Estado Mayor.
Nombrado inspector general de Infantería en 1835, el rey Luis Felipe I de Orleans lo nombró par de Francia el 3 de octubre de 1837. Ocupó su asiento hasta la Revolución de febrero de 1848 y formó parte de todas las mayorías ministeriales.
El 12 de abril de 1848 la República lo jubiló.